# Большая миква (Краков)
Большая миква (пол. Mykwa Wielka) — историческое здание, архитектурный памятник, находящийся в краковском историческом районе Казимеж (ул. Шерока, 6), Польша. Здание внесено в реестр охраняемых памятников Малопольского воеводства.
Здание было построено в 1567 году для совершения обряда миква членами казимежской иудейской общины. В 1608 году миква впервые упоминается как «Большая миква». В начале XX века миква была почти полностью перестроена, при этом были ликвидированы сохранявшиеся несколько веков художественные элементы отделки помещений. Помещение для совершения омовений находится в подвале, к которому ведут около сорока крутых каменных ступеней. Первоначально стены места совершения омовения были отделаны деревом, в начале XX века древесина была заменена бетоном.
Во время Второй мировой войны здание миквы было полностью разрушено, однако расположенное в подвале место омовения сохранилось и до наших дней. В 1974—1976 годах здание было восстановлено по сохранившимся планам и в нём находилась администрация мастерской по реставрации памятников.
7 июля 1966 года здание было внесено в реестр памятников культуры Малопольского воеводства (№ А-306).
В 90-е годы XX столетия здание миквы было передано краковской еврейской общине, которая организовала в нём еврейский ресторан «Klezmer-Hois» и гостиницу.